# Gesamtänderung der Bundesverfassung
Eine Gesamtänderung der Bundesverfassung bezeichnet eine grundlegende Novelle der Österreichischen Bundesverfassung, insbesondere des Bundes-Verfassungsgesetzes (B-VG). Eine Gesamtänderung muss zwingend vom Bundesvolk per Volksabstimmung genehmigt werden.

## Gesetzestext
Die relevante Gesetzesnorm ist Art. 44 Abs. 3 B-VG:
Jede Gesamtänderung der Bundesverfassung, eine Teiländerung aber nur, wenn dies von einem Drittel der Mitglieder des Nationalrates oder des Bundesrates verlangt wird, ist nach Beendigung des Verfahrens gemäß Art. 42, jedoch vor der Beurkundung durch den Bundespräsidenten, einer Abstimmung des gesamten Bundesvolkes zu unterziehen.

## Baugesetze der Bundesverfassung
Entgegen dem Wortlaut ist mit Gesamtänderung aber nicht die Änderung der gesamten Verfassung, also dem Austausch der bestehenden Verfassung durch eine neue gemeint. Es bezieht sich vielmehr auf eine Änderung oder Beseitigung eines oder mehrerer der Grundprinzipien der Verfassung (Baugesetze). Diese Baugesetze sind:
- Das republikanische Prinzip (Artikel 1 des Bundes-Verfassungsgesetzes, B-VG)
- Das demokratische Prinzip (Art. 1, Art. 60 Abs. 5, Art. 68, Art. 142 Abs. 1 B-VG)
- Das bundesstaatliche Prinzip (Art. 2 Abs. 1 B-VG)
- Das gewaltenteilende Prinzip (Art. 94 B-VG)
- Das rechtsstaatliche Prinzip (Art. 18 Abs. 1, Art. 140 Abs. 1 B-VG)
- Das liberale Prinzip (StGG 1867, EMRK, BVG über den Schutz der persönlichen Freiheit 1988)

Sollen diese eingeschränkt oder überhaupt beseitigt werden, so darf dies nur nach Genehmigung durch das Volk per Volksabstimmung erfolgen.

## Verpflichtende Volksabstimmung

### Volksabstimmung aufgrund Gesamtänderung der Bundesverfassung
Die Norm hat seit Bestehen der Bundesverfassung erst einmal dazu geführt, dass tatsächlich eine Volksabstimmung auf ihrer Grundlage durchgeführt wurde. Dies war der Fall bei der Abstimmung über den Beitritt Österreichs zur Europäischen Union am 12. Juni 1994, die vom Volk mit 66,6 % Ja-Stimmen angenommen wurde. Aufgrund der mit dem Beitritt verbundenen tiefgreifenden Eingriffe in mehrere der Prinzipien war die Volksabstimmung notwendig gewesen; aus politischen Gründen wäre sie wohl aber auch ohne Pflicht dazu durchgeführt worden. Betroffen vom Beitritt waren insbesondere das demokratische Prinzip (Übertragung von Rechtssetzungsbefugnissen an die demokratisch nicht direkt legitimierten EU-Organe), das rechtsstaatliche Prinzip (da das davor gültige Normprüfungsmonopol des Verfassungsgerichtshofes teilweise an europäische Instanzen übertragen wurde) sowie das bundesstaatliche Prinzip (Aufgrund der Übertragung von Landeskompetenzen an EU-Organe).

### Keine Volksabstimmung trotz Gesamtänderung der Bundesverfassung
Die während der Zeit des Austrofaschismus erlassene Maiverfassung 1934 bewirkte eine Gesamtänderung der Bundesverfassung, wurde aber beschlossen, ohne die gemäß Art. 44 Abs. 3 B-VG verpflichtende Volksabstimmung durchzuführen.
Die im Jahr 2000 beschlossene Verfassungsbestimmung des § 126a Bundesvergabegesetz hat die Bundesländerregelungen über den Rechtsschutz in Vergabeverfahren einer verfassungsgerichtlichen Überprüfbarkeit entzogen. Der VfGH hat darin einen unzulässigen Eingriff in das rechtsstaatliche und das demokratische Baugesetz der Bundesverfassung erblickt, die eine Gesamtänderung der Bundesverfassung darstellt, sodass eine Volksabstimmung erforderlich gewesen wäre. Er hat diese Bestimmung aufgehoben und die Gesamtänderung der Bundesverfassung damit rückgängig gemacht.

## Rechtsprechung
Die Durchführung einer Volksabstimmung über eine vom Nationalrat beschlossene Gesamtänderung der Bundesverfassung kann nicht erzwungen werden. Der Verfassungsgerichtshof leitet aus Art. 44 Abs. 3 B-VG nur ein Recht auf Teilnahme des einzelnen Abstimmungsberechtigten an einer durchgeführten Volksabstimmung ab, lehnt jedoch einen eigenständigen Rechtsanspruch auf Durchführung einer obligatorischen Volksabstimmung ab.
Nach dieser Rechtsprechung gilt die Nichtdurchführung einer obligatorischen Volksabstimmung als Verfahrensmangel im Gesetzgebungsverfahren und kann im Rahmen der abstrakten Normenkontrolle oder im Rahmen von Beschwerden gerügt werden, in denen die Beschwerdeführer behaupten, durch das fragliche Verfassungsgesetz an sich in ihren Rechten verletzt zu sein. Im Rahmen eines solchen Verfahrens hat der Verfassungsgerichtshof 2001 – erstmals – eine Verfassungsbestimmung wegen Verfassungswidrigkeit aufgehoben. Der VfGH kritisierte in seinem Erkenntnis das Vorgehen des Bundesverfassungsgesetzgebers, welcher die Prüfungskompetenzen des Höchstgerichts in § 126a Bundesvergabegesetz mit Verfassungsbestimmung eingeschränkt hatte. Der VfGH verwarf jedoch die Rechtsansicht der Bundesregierung und der Salzburger Landesregierung, wonach die Suspendierung von einzelnen verfassungsrechtlichen Bestimmungen keinen substanziellen Eingriff in den Bestandsschutz des Art. 44 Abs. 3 darstelle, in dem er unter anderem urteilte:
„Sofern aber derartige verfassungssuspendierende Bestimmungen überhaupt zulässig sein sollten, dürften sie – wie der Verfassungsgerichtshof vorläufig annimmt – wohl nur in einem Verfahren nach Art. 44 Abs. 3 B-VG erlassen werden. (…) Das Prinzip der Maßgeblichkeit der Verfassung dürfte ebenso wie 'die Zuständigkeit des Verfassungsgerichtshofes zur Normenkontrolle als zentrales Element des rechtsstaatlichen Baugesetzes der österreichischen Bundesverfassung' (VfSlg. 15.215/1998) anzusehen sein und derartige Grundsätze dürften in ihrem Kern dem Verfassungsgesetzgeber im Sinne des Art. 44 Abs. 1 B-VG nicht zur beliebigen Disposition stehen (vgl. VfSlg. 15.373/1998).“
Die betreffende Bestimmung des Bundesvergabegesetzes wurde daher vom VfGH als verfassungswidrig zustande gekommen aufgehoben.

## Geschichte
Die Gründer der ersten österreichischen Republik hatten sich 1919 in der konstituierenden Nationalversammlung geeinigt, dass in der endgültigen Verfassung verpflichtende Volksabstimmungen über alle Verfassungsänderungen vorzusehen sind. Dieses Versprechen der konstituierenden Nationalversammlung wurde im Bundes-Verfassungsgesetz 1920 mit der Regelung über Gesamtänderungen der Bundesverfassung mit Art. 44 Abs. 3 nur teilweise umgesetzt.

## Gesamtänderung der Landesverfassung
Im Bundesland Salzburg besteht eine ähnliche Regelung, wonach jede Gesamtänderung der Landesverfassung vor der Kundmachung im Landesgesetzblatt einer Volksabstimmung zu unterziehen ist. Auf dieser Grundlage erfolgte 1998 eine obligatorische Volksabstimmung über die Abschaffung der verpflichtenden Proporzwahl der Landesregierung.